# Байерс, Хизер
Хи́зер Ба́йерс (англ. Heather Byers, урожд. Хи́зер Кро́кетт, англ. Heather Crockett) — шотландская кёрлингистка.
Играла на позиции третьего.

## Достижения
- Чемпионат Шотландии по кёрлингу среди женщин: золото (1997, 2001).

## Команды
| Сезон   | Четвёртый         | Третий        | Второй       | Первый       | Запасной                                  | Турниры                      |
| ------- | ----------------- | ------------- | ------------ | ------------ | ----------------------------------------- | ---------------------------- |
| 1996—97 | Кэролин Хатчинсон | Хизер Крокетт | Джен Байерс  | Люси Ливак   | Джиллиан Барр (ЧМ)                        | ЧШЖ 1997 · ЧМ 1997 (8 место) |
| 2000—01 | Джулия Эварт      | Хизер Байерс  | Нэнси Мёрдок | Линн Кэмерон | Эдит Лаудон (ЧМ) тренер: Moray Combe (ЧМ) | ЧШЖ 2001 · ЧМ 2001 (4 место) |

(скипы выделены полужирным шрифтом)